# Phililumpia
Genre
Phililumpia est un genre de coléoptères de la famille des Ptiliidae.

## Publication originale
- (en) W. Eugene Hall, « Generic Revision of the Tribe Nanosellini (Coleoptera: Ptiliidae: Ptiliinae) », Transactions of the American Entomological Society, vol. 125, nos 1/2,‎ juin 1999, p. 39-126 (ISSN 0002-8320 et 2162-3139, JSTOR 25078673, lire en ligne).